# Lepyronia gibbosa
Lepyronia gibbosa är en insektsart som beskrevs av Ball 1899. Lepyronia gibbosa ingår i släktet Lepyronia och familjen spottstritar. Inga underarter finns listade i Catalogue of Life.